# Ombigaichen
Der Ombigaichen ist ein 6340 m hoher Gipfel im Mahalangur Himal in der Khumbu-Region des Himalaya. 
Der Ombigaichen liegt 2,3 km östlich von der Ama Dablam auf dem Bergkamm, der die Ama Dablam mit dem Baruntse verbindet. 1,36 km weiter östlich erhebt sich der namenlose Peak 6402.
Der Ombigaichen wird von der Nepal Mountaineering Association in der Liste der Kletterberge der Kategorie "A" geführt. Seit 2002 ist der Gipfel für Besteigungen geöffnet. Es ist ein Permit notwendig. In den Jahren 2006–2010 versuchten lediglich vier Bergsteigergruppen eine Besteigung. Lediglich zwei Besteigungen des Ombigaichen waren bisher erfolgreich.
Der Ombigaichen wurde erstmals von einer Expedition unter der Führung von Edmund Hillary bestiegen. Der Brite James Milledge und der nepalesische Sherpa Ang Tshering Sherpa erreichten den Gipfel am 18. November 1960 über den Nordwestgrat.
Am 3. Dezember 2002 war eine britische Expedition unter der Leitung von Victor Saunders erfolgreich. Sie erreichte den Gipfel über den Südgrat.